# Delphin (Jolle)
Die Delphin-Jolle wurde von der Firma Südnautik Wolters & Emmert KG in Rothkreuz bei Lindau gebaut. 

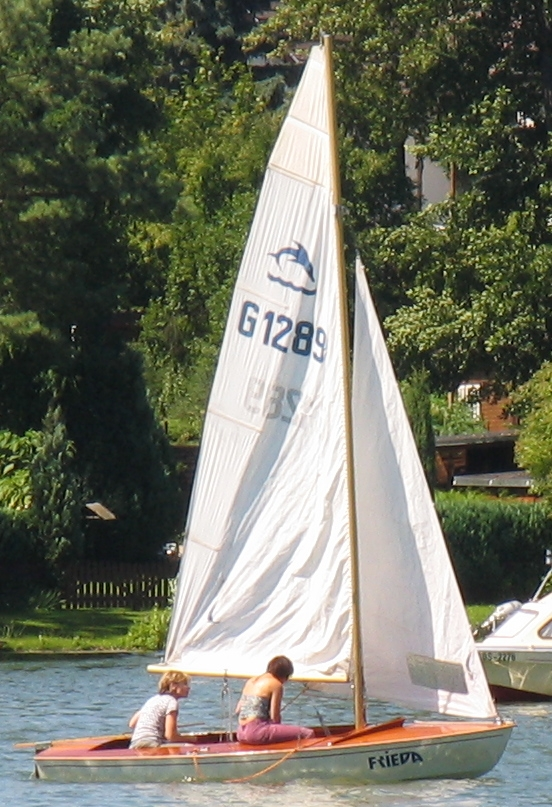
Delphin-Jolle

Diese Firma bestand längstens bis Ende der 1990er Jahre. Bis 1968 wurden 288 Stück gebaut, 1977 überschritt die Werft die Zahl von 2000 hergestellten Einheiten. In der Schweiz wurde die Jolle amtlich geprüft (Typenschein Nr. 1109 (vor 1977 ausgestellt)) und für 3 Personen zugelassen. An der Motorhalterung kann ein Außenborder mit bis zu 6 PS Leistung befestigt werden. Optional können Dollen für Rudergabeln in die Seitendecks eingelassen sein. Mit den Rudern, die in der Plicht verstaut werden können, und der Sitzbank, die auf die seitlichen Schwertkästen gelegt wird, kann die Jolle gut gerudert werden. Außer dem Vor- und Großsegel in den beiden, neben angegebenen Größen gibt es einen Spinnaker. Beim Wiederaufrichten nach einer Kenterung fließt fast das gesamte Wasser seitlich ab.
Die Delphin-Jolle ist eine Knickspantjolle in Sperrholzbauweise. Die Rumpfaußenseite ist mit glasfaserverstärktem Polyester weiß überzogen. Seitlich sind Lufttanks mit 240 kg Auftrieb eingebaut. Die in ihrem Tiefgang verstellbaren Kimmschwerter und das Senkruder sind aus Alu-Legierung. Innenraum, Stauräume und Deck sind aus Mahagoni natur lackiert. Der ein- oder zweiteilige Mast und der Baum bestehen aus goldeloxiertem Aluminium. Der Mast ist mit Schaumpolystyrol gefüllt und damit schwimmfähig. Das Großsegel kann zum Reffen auf den Baum gerollt werden.

## Konstruktion
Konstrukteur ist Ernst Lehfeld, der auch die Jollen Korsar und Zugvogel (siehe Schwertzugvogel) gezeichnet hat.